# Borzęcin Duży
Borzęcin Duży – wieś w Polsce położona w województwie mazowieckim, w powiecie warszawskim zachodnim, w gminie Stare Babice. Ma status sołectwa. Leży na Równinie Łowicko-Błońskiej, przy starym Trakcie Królewskim z Warszawy do Sochaczewa, przy drodze wojewódzkiej nr 580 Warszawa - Sochaczew.
| SIMC    | Nazwa    | Rodzaj    |
| ------- | -------- | --------- |
| 0008674 | Borki    | część wsi |
| 0008680 | Górki    | część wsi |
| 0008697 | Kosmów   | część wsi |
| 0008705 | Wodnisko | część wsi |

## Historia

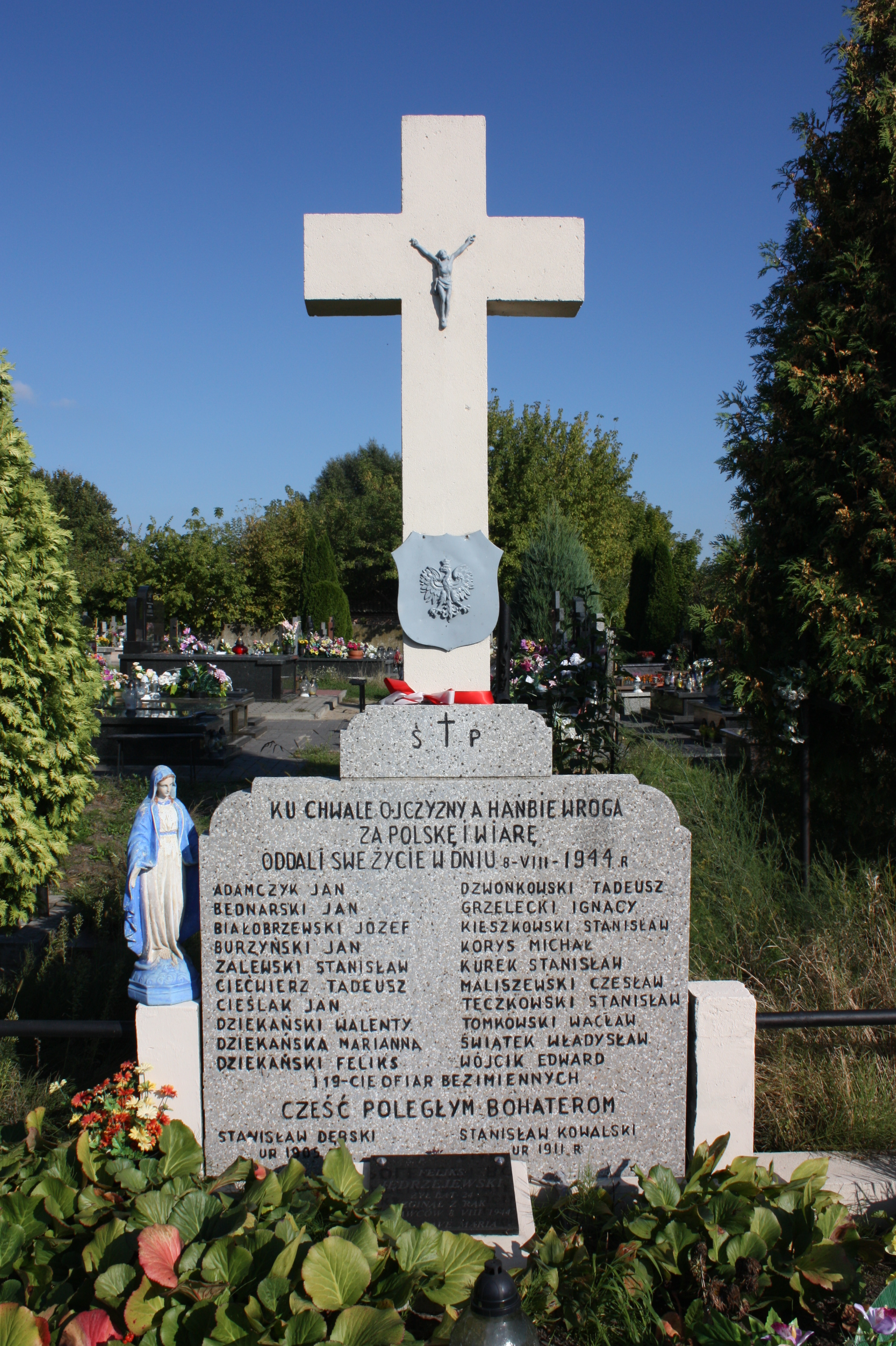
Mogiła poległych w czasie II wojny światowej

Pierwsze wzmianki o wsi pochodzą z roku 1254. Kościół w Borzęcinie, erygowany przez Konrada Mazowieckiego, w 1429 przekazany został kanonikom laterańskim z Czerwińska nad Wisłą. Wśród właścicieli wsi byli duchowni i świeccy, m.in. Władysław Kronenberg w XIX wieku.
Słownik geograficzny Królestwa Polskiego podaje, że w 1827 roku, wieś i folwark Borzęcin składały się z 36 domów, które zamieszkiwało 273 mieszkańców, a parafia Borzęcin miała 2850 wiernych.
Obecnie wieś liczy ok. 1400 mieszkańców.
12 września 1939 obok Borzęcina Dużego zwycięską bitwę przeciwko oddziałom niemieckim stoczyła 8 Dywizja Piechoty. 8 sierpnia 1944 miejscowość została spacyfikowana przez hitlerowców: mieszkańców wywleczono z domów, 49 osób rozstrzelano na skraju wsi, wszystkich zdolnych do pracy wywieziono na roboty do Niemiec, a całą wieś podpalono.
W latach 1954–1960 wieś należała i była siedzibą władz gromady Borzęcin Duży, po jej zniesieniu w gromadzie Zaborów. W latach 1975–1998 Borzęcin Duży administracyjnie należał do województwa warszawskiego.

## Zabytki
We wsi znajduje się kościół pw. św. Wincentego Ferreriusza, wybudowany w roku 1855. Niedaleko położony jest cmentarz z klasycystyczną kaplicą grobową Róży Zakrzewskiej-Rykowskiej z roku 1838, grobowiec lekarza Henryka Collingtona z 1840 roku oraz mogiła rozstrzelanych w czasie II wojny światowej. Borzęciński kościół pw. św. Wincentego Ferreriusza znajduje się na "lokalnym szlaku powiatu warszawskiego zachodniego" administrowanym przez Lokalną Organizację Turystyczną Skarbiec Mazowiecki. Przed kościołem postawiono tablicę informacyjną. Udostępniono też aplikację GPS prowadzącą po szlaku.